# Nexus Player
El Nexus Player, fabricado por ASUS, fue el primer centro multimedia con Android TV, la videoconsola de Google. En su interior llevaba un procesador de cuatro núcleos Intel Atom a 1,8GHz, una GPU de Imagination PowerVR Series 6, 1 GB de RAM y 8 GB de memoria interna.
Su lanzamiento fue en Estados Unidos a finales de noviembre de 2014 por 99 dólares. Actualmente está discontinuado.

## Hardware
- Procesador:  Intel Atom a 1,8GHz (4 núcleos)
- Ram:  1GB
- Rom: 8GB de memoria interna EMMC
- HDMI: puerto para televisores con HDMI
- Bluetooth V4.1

## Sistema operativo
Sistema operativo inicial, Android 5.0 Lollipop de fábrica,( última actualización a Android Oreo)

## Control Remoto
El Nexus Player viene con un control remoto Bluetooth, de 4 direcciones y un botón central, un botón de retroceso, inicio y reproducción / pausa. También cuenta con un botón voz para activar la aplicación de búsqueda de Google para buscar contenido al hablar a través del micrófono incorporado del control remoto. El dispositivo también puede ser controlado por cualquier teléfono inteligente Android con servicios de Google Play. La aplicación también cuenta con una contraparte de Wear OS para permitir la entrada remota de smartwatches compatibles.